# ضحايا الإبادة الجماعية للأرمن

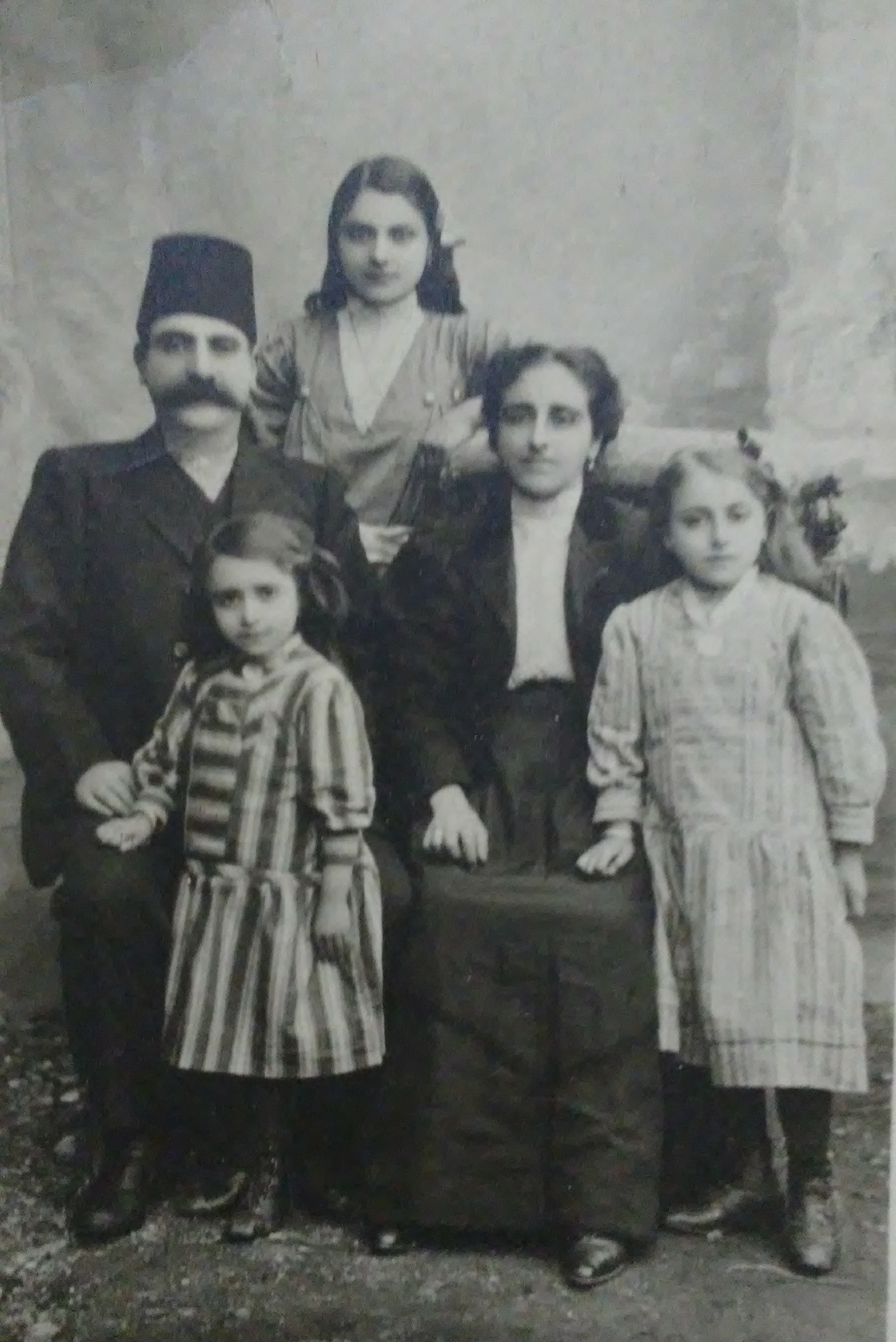
ابادة جماعية العائلة بسبب الحملات العثمانية

تشير الخسائر الأرمينية بسبب الحملات العثمانية إلى عدد القتلى من الأرمن العثمانيين بين عامي 1914 و1919، والتي حدثت خلالها الإبادة الجماعية للأرمن. تتراوح معظم تقديرات الوفيات الأرمينية ذات الصلة بين عامي 1915 و1918 من 1.2 إلى 1.5 مليون.

## تقديرات ما قبل الحرب

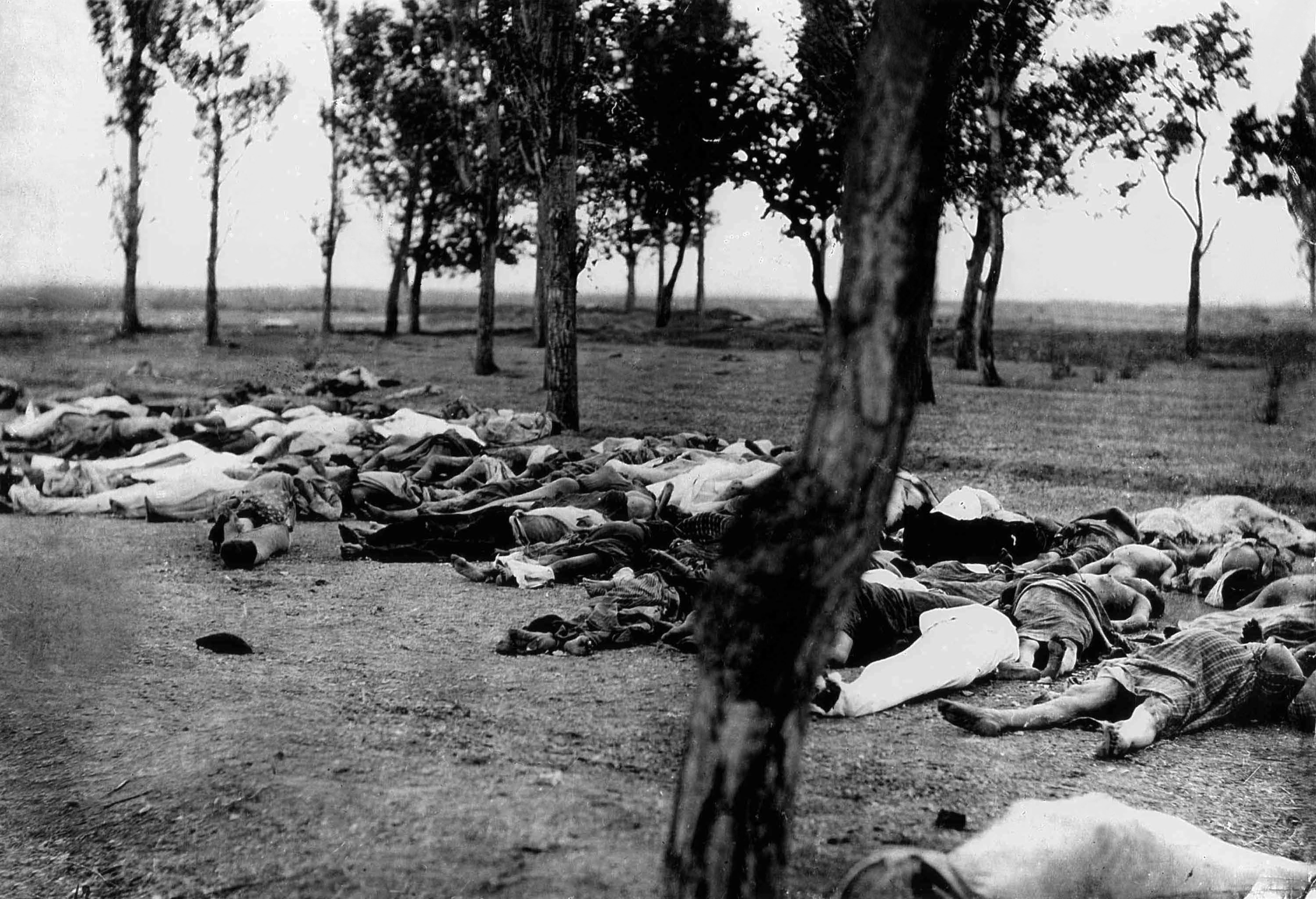
الضحايا

لا يوجد اتفاق بين المؤرخين على عدد الأرمن الذين عاشوا في الدولة قبل الإبادة الجماعية. أفاد الإحصاء الرسمي أن 1.1 مليون أرمني عاشوا في الإمبراطورية في عام 1912، لكن هذا يعتبر أقل من الواقع، في حين ذكرت البطريركية الأرمنية 2.1 مليون أرمني.

## الضحايا الأرمن من 1915 إلى 1917-1918

### التقديرات العثمانية والتركية

#### الاحصائيات التي قدمها جمال
كانت الإحصاءات العثمانية الرسمية التي جمعت للفترة ما بين 1915 و1917-1918 قد بلغت 800 ألف قتيل. نشأ هذا الرقم من مكتب جمال. ونشرت النتائج في الجريدة الرسمية العثمانية.
وزُعم أنها نتيجة لجنة شكلها وزير الداخلية مصطفى عارف. يقال إنهم اعتمدوا على التقارير والإحصاءات التي جمعوها في فترة شهرين. في 14 مارس 1919، أعلن عن النتائج من قبل جمال. ذكر هذا الرقم نفسه في مذكرات رؤوف أورباي. ومن الواضح أن النتائج الأولية مثلت أولئك الذين قُتلوا أثناء الترحيل، دون أي إشارة إلى العدد الإجمالي للأشخاص الذين لقوا حتفهم. كرر مصطفى كمال، خلال محادثة مع اللواء هاربورد، رئيس البعثة العسكرية الأمريكية إلى أرمينيا، في سبتمبر 1919، نفس الرقم. الرقم 800 ألف لا يشمل الجنود الأرمن في الجيش العثماني الذين تمت تصفيتهم في المراحل الأولى من الإبادة الجماعية، وكذلك عدد النساء والأطفال من الذكور والإناث الذين اندمجوا في العائلات التركية.
ومع ذلك، بعد حل المحكمة العسكرية، أعيد تفسير هذه الأرقام. يشير المؤلف التركي تانر أكجام إلى تقدير عسكري تركي نشره المقدم نهاد في عام 1928، إذ لم يعد الرقم 800 ألف يمثل أولئك المذبوحين أو المقتولين، بل يمثل فقط أولئك الذين لقوا حتفهم. ثم كتب المؤرخ بايور في عمل مشهور: 800,000 أرمني و 200,000 يوناني ماتوا نتيجة الترحيل أو ماتوا في كتائب العمل. وختم باير: حسب مصادرنا الرسمية هذه الأرقام صحيحة.

#### بقايا وثائق طلعت باشا
وفقًا للوثائق التي كانت مملوكة لطلعت باشا، اختفى أكثر من 970 ألف أرمني عثماني من سجلات السكان الرسمية من عام 1915 حتى عام 1916. وفي عام 1983، قدمت أرملة طلعت، خيرية طلعت بفرالي، الوثائق والسجلات إلى الصحفي التركي مراد بردقجي، الذي نشرها في كتاب بعنوان الوثائق المتبقية لطلعت باشا (المعروف أيضًا باسم كتاب طلعت باشا الأسود). وفقًا للوثائق، بلغ عدد الأرمن الذين كانوا يعيشون في الإمبراطورية العثمانية قبل عام 1915 1,256,000. ومع ذلك، فقد افترض في حاشية لطلعت باشا نفسه أن عدد السكان الأرمن أقل من 30%. علاوة على ذلك، لم يؤخذ سكان الأرمن البروتستانت في الاعتبار. لذلك، وفقًا للمؤرخ آرا سارافيان، كان يجب أن يكون عدد السكان الأرمن حوالي 1700000 قبل بدء الحرب. ومع ذلك، انخفض هذا العدد إلى 284157 بعد ذلك بعامين في عام 1917.